# Милованович, Марко (хоккеист)
Марко Милованович (серб. Марко Миловановић / Marko Milovanović; 31 декабря 1988, Белград) — сербский хоккеист, нападающий хоккейного клуба «Партизан» и сборной Сербии.

## Карьера

### Клубная
Воспитанник хоккейной школы столичного «Партизана», в основном составе дебютировал в 2006 году. С «Партизаном» пять раз становился чемпионом Сербии, также выиграл Слохокей-лигу сезона 2010/2011.

### В сборной
За сборную Сербии играл на первенствах мира 2007, 2009, 2010, 2011, 2012 и 2013 годов (в 2010 сыграл впервые в Первом дивизионе).